# Purificación Ortiz
Purificación Ortiz Ortiz (Campo de Criptana, 1972) es una deportista española que compitió en atletismo adaptado. Ganó cuatro medallas en los Juegos Paralímpicos de Verano en los años 1992 y 1996 y hasta los Juegos Paralímpicos de 2024 ostentó el récord paralímpico de salto de longitud de su categoría.

## Palmarés internacional
| Juegos Paralímpicos | Juegos Paralímpicos      | Juegos Paralímpicos | Juegos Paralímpicos      |
| Año                 | Lugar                    | Medalla             | Prueba                   |
| ------------------- | ------------------------ | ------------------- | ------------------------ |
| 1992                | Barcelona (España)       | Medalla de oro      | Salto de longitud B1     |
| 1992                | Barcelona (España)       | Medalla de plata    | 100 m B1                 |
| 1992                | Barcelona (España)       | Medalla de bronce   | 200 m B1                 |
| 1996                | Atlanta (Estados Unidos) | Medalla de bronce   | Salto de longitud F10-11 |